# 南山大学の人物一覧
南山大学の人物一覧（なんざんだいがくのじんぶついちらん）は、南山大学に関係する人物の一覧記事。

## 著名な教職員
- 須磨千頴 - 名誉教授
- 山岸敬和 - 国際教養学部教授
- 大久保泰甫  - 外国語学部教授
- 大森正樹 - 人文学部教授、神学者
- 奥山倫明 - 人文学部教授
- 後藤明 - 人文学部教授
- 齋藤衛 - 人文学部教授
- 細谷博 - 人文学部教授
- 渡辺学 - 人文学部教授
- 石田秀博 - 法学部教授
- 今泉邦子 - 法学部教授
- 上口裕 - 法学部教授
- 菊池理夫 - 法学部教授
- 末道康之 - 法学部教授
- 岸智子 - 経済学部教授
- 須藤季夫 - 総合政策学部教授
- 浜名優美 - 総合政策学部教授
- 平岩俊司 - 総合政策学部教授

## 出身者

### 政界

#### 国会議員
現職
- 藤川政人 - 参議院議員（自民党）、元財務副大臣、元総務大臣政務官
- 大嶽理恵 - 衆議院議員（立憲民主党）

元職
- 前畑幸子 - 元参議院議員（社会党）
- 山本左近（中退） - 前衆議院議員（自民党）、F1ドライバー

#### 首長
現職
- 永田純夫 - 清須市長
- 佐藤有美 - 長久手市長

元職
- 萩野幸三 - 元日進市長

### 行政
- 石井詳悟 - 元国際通貨基金アジア太平洋地域事務所長
- 遠藤雅人 - 元奈良県警察本部長、元警察庁刑事局特殊事件捜査室長
- 河合孝憲 - 岐阜県副知事、元ぎふ清流国体推進局国体報道監
- 腰山謙介 - 会計検査院事務総長
- 杉野みどり - 名古屋市副市長
- 山森鉄直 - 国際飢餓対策機構総裁、元バイオラ大学教授
- 横田順子 - 駐ラオス特命全権大使、チェンマイ総領事
- 渡邉信一郎 - 元三重県副知事、元津市副市長、伊勢鉄道社長
- 渡邉利夫 - 駐ボリビア特命全権大使、レシフェ総領事、リマ総領事

### 宗教
- 菊地功 - カトリック教会枢機卿、国際カリタス総裁
- 三好迪 - 司祭、弘前大学名誉教授

### 経済
- 内藤美穂 - 投資家、戦略コンサルティング・ファームGadgetwear Co., Ltd.代表取締役社長
- 赤羽昇 - ノリタケカンパニーリミテド代表取締役社長
- 藤森利雄 - 名港海運代表取締役社長、愛知県公安委員会委員長、名古屋商工会議所副会頭、日本港運協会副会長
- 松林宏治 - 共生エアテクノ代表取締役
- ロバート・W・ローチ - オークローンマーケティング会長兼社長（留学生・研究生として合計2年半在籍）
- 山田日登志 - コンサルタント、PEC産業教育センター所長

### 研究者・学者
- 阿部幸子 - 英文学者、岡山大学教授
- 一柳廣孝 - 国文学者、横浜国立大学教授
- 成田興史 - 英米文学者、名古屋市立大学名誉教授
- 市村卓彦 - 精神分析学者、龍谷大学文学部名誉教授
- 金山茂雄 - 工学者、拓殖大学商学部教授
- 木下登 - スペイン語学者、南山大学外国語学部教授
- 坂井信三 - 文化人類学者、南山大学教授
- 酒井ツギ子 - 教育学者、徳島文理大学教授、日本ホワイトヘッド・プロセス学会理事
- 鈴木静夫 - 歴史学者、静岡県立大学教授
- 長野雅弘 - 教育者、東京都市大学客員教授、東京都市大学付属中学校・高等学校校長、松商学園高等学校校長
- 栗原裕 - 経済学者、愛知大学教授
- 国保祥子 - 経営学者、静岡県立大学准教授
- 津谷典子 - 人口学者、慶應義塾大学経済研究所長・教授、元カリフォルニア工科大学客員教授、日本人口学会賞
- 中村敬 - 英語学者、成城大学名誉教授
- 中矢俊博 - 経済学者、南山大学名誉教授
- 丹羽隆昭 - アメリカ文学者、京都大学名誉教授
- 内藤理恵子 - 宗教学者、善通寺勧学院専門研究員
- 林香里 - 社会学者、東京大学理事・副学長、東京大学大学院情報学環教授
- 広瀬正浩 - 国文学者、椙山女学園大学教授
- 堀田郷弘 - フランス文学者、早稲田大学名誉教授
- 長谷川博一 - 臨床心理学者、東海学院大学教授
- 原昌 - 児童文学研究者、中京大学名誉教授、元日本児童文学学会会長、元日本イギリス児童文学会会長
- 松田麻里 - 英語教育学者、青山学院大学教授、ニュースキャスター、作家
- 三浦太郎 - 文化人類学者、中部大学教授
- 三和裕美子 - 経営学者、明治大学教授、エーザイ取締役、ピジョン取締役
- 吉田直 - 商法学者、青山学院大学教授

### 文学
- 饗庭孝男 - 文芸評論家、青山学院大学名誉教授
- 大野雑草子 - 俳人、陶芸評論家
- 樫田レオ - シナリオライター
- 春日井建（中退） - 歌人
- 後藤リウ - ライトノベル作家、小説家
- 鳥井架南子 - 作家、江戸川乱歩賞受賞
- 長薗安浩 - 小説家、編集者
- ひらやまれいこ - エッセイスト
- 牧野礼 - 児童文学作家、ファンタジー作家
- 町井登志夫 - 作家
- 松平盟子 - 歌人
- 森由民 - 動物園ライター
- 森卓也（中退） - アニメーション評論家
- 山村正夫 - 推理作家

### 芸術
- 油布賢一 - 音楽プロデューサー、作曲家、作詞家、編曲家
- くらはしかん - 漫画家
- 後藤浩二 - ピアニスト
- 所ゆきよし - 漫画家
- 内藤理恵子 - イラストレーター
- 野村倫子 - 筝曲家
- 宮川サトシ -  漫画家

### 芸能
- 青山義典 - 俳優
- 伊倉ゆう - お笑い芸人
- 岩間よいこ（中退） - お笑い芸人
- 鹿目由紀 - 劇作家
- 後藤邑子（中退） - 声優
- 近藤圭都 - ファッションモデル
- 小林右京 - シンガーソングライター
- 小林由希子 - ミュージカル俳優
- cinema staff - ロックバンド
  - 三島想平 - ベース
  - 久野洋平 - ドラムス
- ジョン・ギャスライト - タレント・コラムニスト
- 工藤啓子 - 女優
- ケン・マスイ - 音楽プロデューサー、元DJ
- 里中ユウスケ - 俳優
- 柴田容子 - シンガーソングライター
- 鈴原あいみ - モデル・タレント
- 高須みほ - モデル・タレント
- ドーキンズ英里奈（中退） - モデル・タレント
- 長野真歩 - 女優
- 服部愛子 - DJ
- HOME MADE 家族 - ヒップホップユニット
  - MICRO（新美太祐）
  - KURO（水谷 Samuel 聡史）
- 堀宮れな - 声優
- Masato - ロックバンドcoldrain・ヴォーカル
- 守谷香（中退） - 歌手
- Ryohei - 歌手
- ぴろ　（コンビ名：キュウ）-お笑い芸人

### マスコミ

#### アナウンサー
- 伊藤鑛二 - 元NHKアナウンサー
- 太田磨理 - NHK津放送局キャスター、元NHK大津放送局キャスター
- 蟹江篤子 - フリーアナウンサー、元東海ラジオアナウンサー
- 加藤里奈 - キャスター、モデル、ラジオパーソナリティ
- 加藤義久 - 元岐阜放送アナウンサー
- 桑原麻美 - 東海ラジオニュースアナウンサー、元中国放送・名古屋テレビアナウンサー
- 佐藤啓 - フリーアナウンサー、元 中京テレビアナウンサー
- 佐藤麻美 - フリーアナウンサー、元北海道テレビ放送アナウンサー
- 柘植恵水 - NHKアナウンサー
- 中村謙太 - 福井放送アナウンサー
- 平野裕加里 - フリーアナウンサー、元中部日本放送アナウンサー
- 柏田ユウリ - 女優・ナレーター、元中京テレビアナウンサー
- 川口佐枝子 - フリーアナウンサー
- 陶山慎晃 - 元テレビ愛知アナウンサー
- 竹内夕己美 - 声優・ナレーター、元青森テレビ・WOWOWアナウンサー
- 中川大輔 - ZIP-FMナビゲーター
- 松田奈利子 - 元ニュースキャスター、元中京テレビアナウンサー
- 横井綾子 - フリーアナウンサー、元テレビ愛知アナウンサー
- 若杉直美 - フリーアナウンサー、元名古屋テレビアナウンサー
- 和佐由紀子 - 元中国放送アナウンサー
- 鷲野圭子 - フリーアナウンサー、元名古屋テレビアナウンサー
- 平賀吏桜 - テレビ愛知アナウンサー、元テレビ高知アナウンサー
- 福永美春 - フリーアナウンサー

#### その他
- 岩本敏 - 小学館編集者
- 木下勇人 - 税理士、公認会計士。
- 崔真淑（中退） - 経済評論家
- 津屋尚 - NHK解説委員、元NHK山口放送局放送部長、海上保安庁政策アドバイザー、英国王立防衛安全保障研究所客員研究員
- ボブ・スリーヴァ - 自動車ジャーナリスト
- 三浦昂 - ラリードライバー、トヨタ車体従業員
- 青原桃香  - ウェザーニューズ キャスター

### スポーツ
- 佐藤孝也 - キックボクサー
- 滝良彦 - プロ野球選手
- 中嶋一貴（中退） - F1ドライバー